# تل جبين
تل جبين  قرية سوريّة تتبع إداريّاً لمحافظة حلب منطقة أعزاز ناحية تل رفعت، بلغ تعداد سكانها 2,579 نسمة حسب التعداد السكاني لعام 2004.